# ハースト・タワー
ハースト・タワー (Hearst Tower) は、アメリカ合衆国・ニューヨーク市のマンハッタンにある超高層ビルである。2006年に完成し、ニューヨーク市における21世紀最初のランドマークビルである。

## 概要
8番街・57丁目に位置し、コロンバスサークルに近い。ハースト・コーポレーションの本社ビルで、コスモポリタン、エスクァイア、サンフランシスコ・クロニクルなどハースト社の傘下のメディアが入居している。

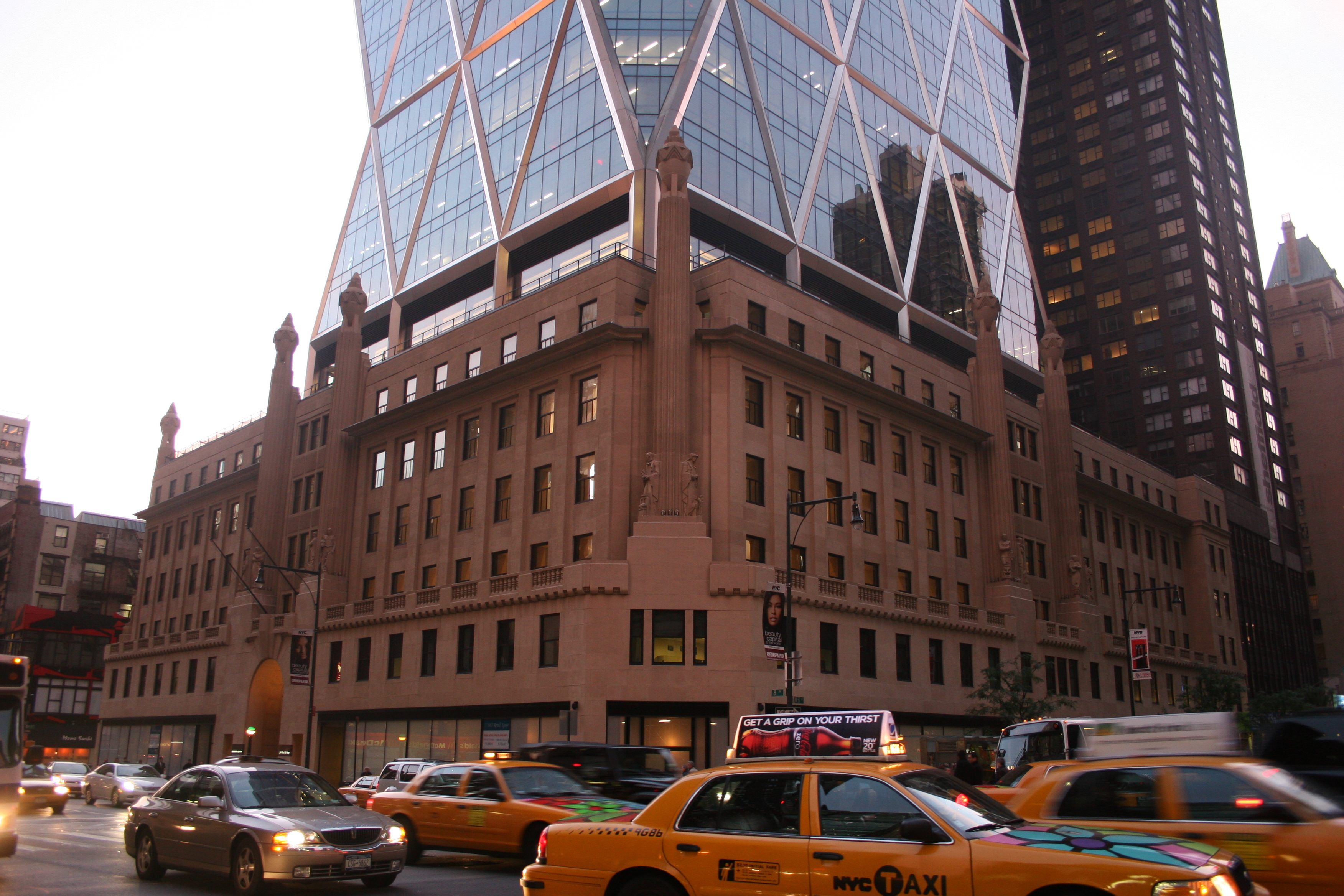
旧本社ビルのファサード

最初のハースト社の本社は、創業者のウィリアム・ランドルフ・ハーストの元で、1928年に6階建てで完成した。このビルは1988年にニューヨークの歴史的建造物保存委員会によりランドマークとして認定され、その旧本社ビルのファサードを保存した上で、新しい本社ビルが建設された。新本社の設計は、ノーマン・フォスターで、高さは182m、46階建てである。ニューヨーク市初の「グリーンオフィスビル」として認定され、環境持続性におけるパイオニア的建築物でもある。
ビルの正面バルコニーには高さ3mの寓話的な彫像が12体縦溝彫りの柱に施された。悲劇、喜劇、音楽、美術、科学、印刷などを象徴するこの12体のランドマーク彫刻の修復プロジェクトは、日本人彫刻家の吉野美奈子が一人で完成させた。

## 受賞
このビルは2006年のエンポリス摩天楼賞 (en) を受賞した。

## ギャラリー

ハーストタワー・バルコニーのランドマーク彫刻
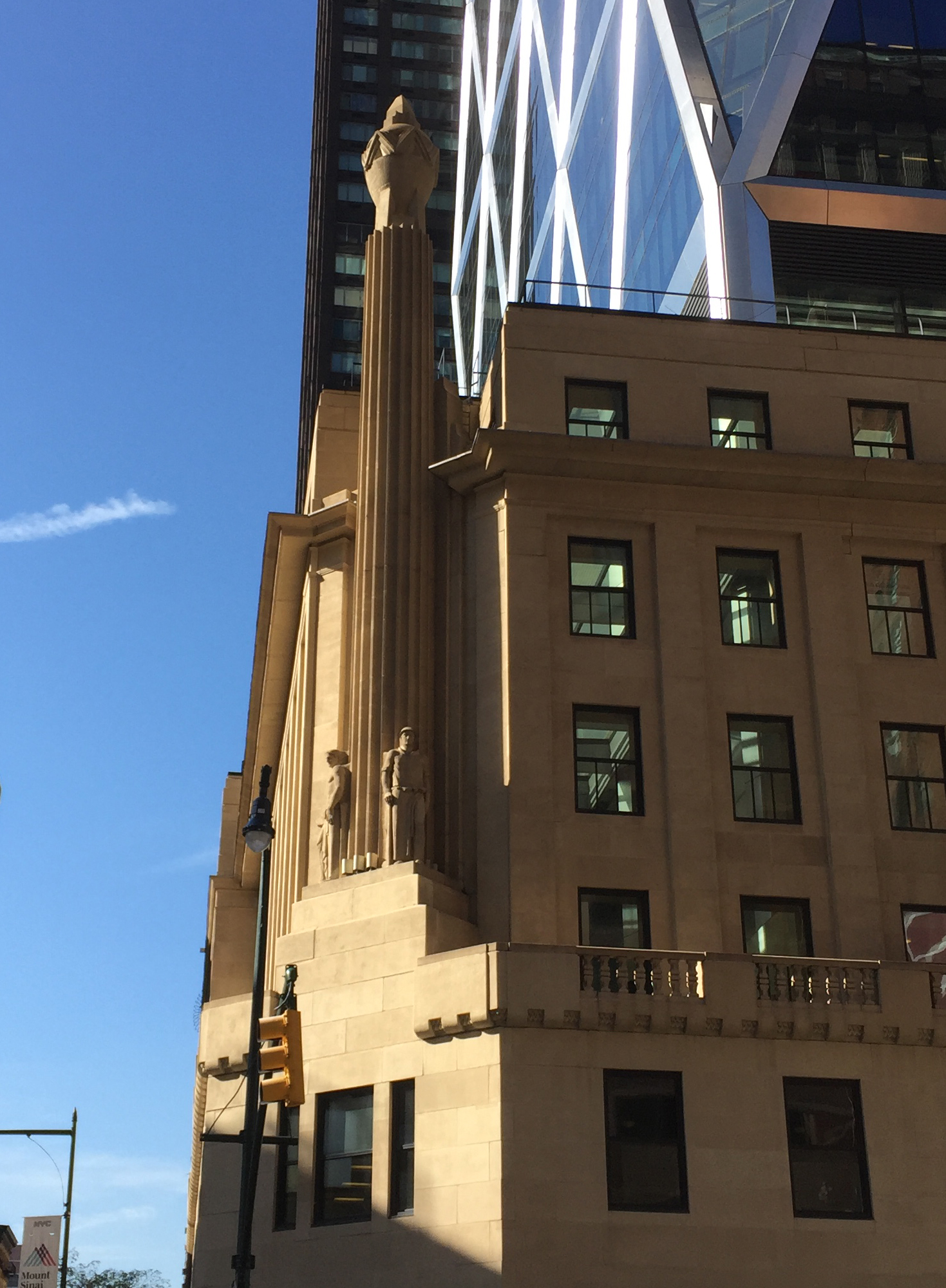
ハーストタワー・バルコニーのランドマーク彫刻
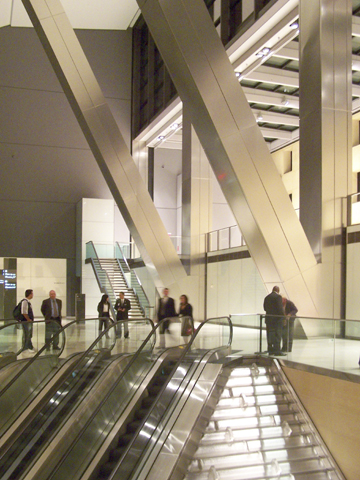
"Cafe 57"から見たビルのインテリア
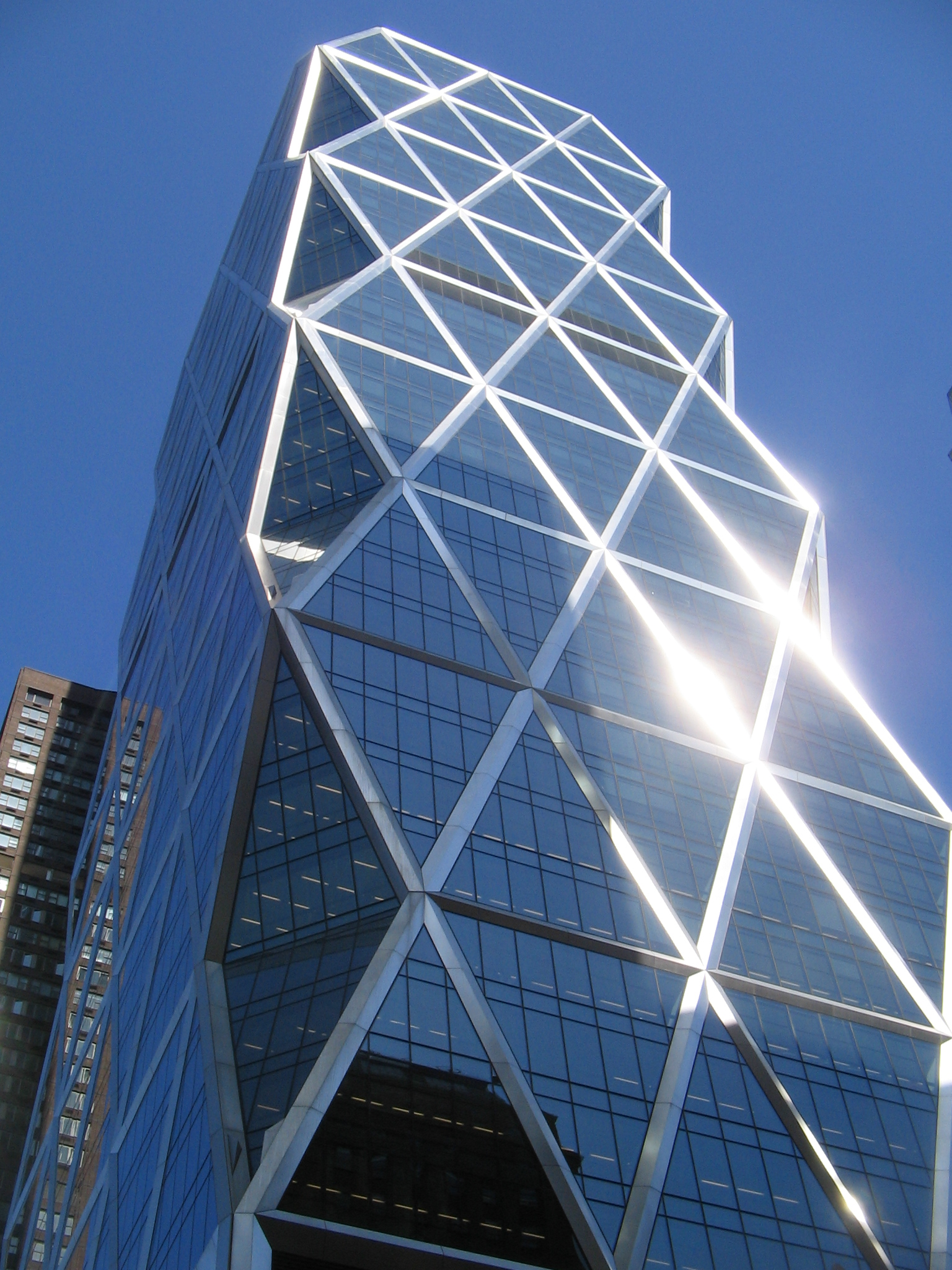
ビルのファサードの近景
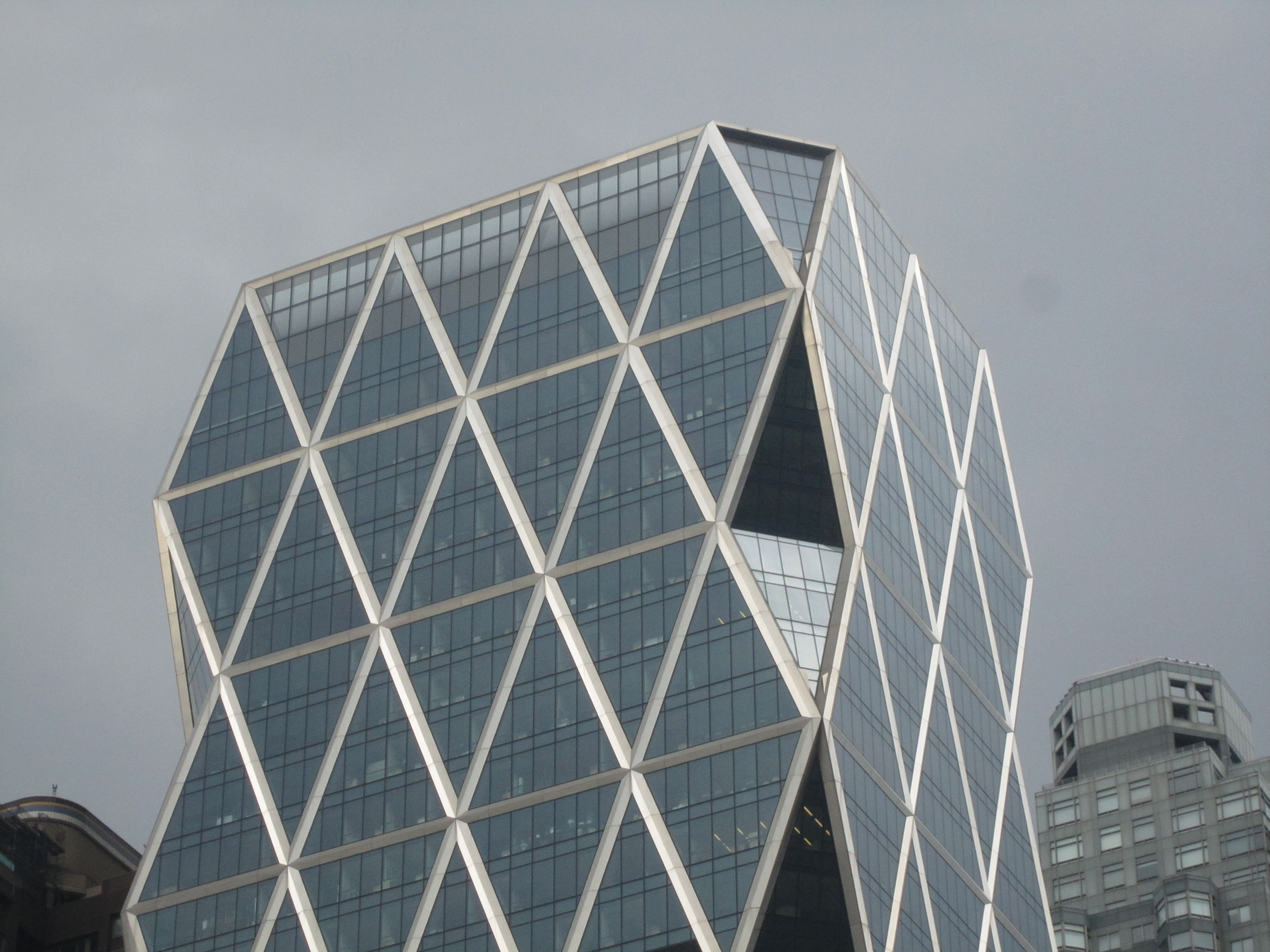
別の角度から見たタワー